# Upāsaka
Nel canone buddhista compaiono numerosi discorsi ed eventi intorno alla figura dell'upāsaka (masch., upāsikā femm.) quale laico ideale della comunità buddhista. Si tratta di quel laico che ha inteso di coinvolgersi a tale punto nella propria pratica dal volersi prendere personalmente e direttamente cura della propria comunità monastica locale, soprattutto durante il periodo di ritiro della stagione delle piogge, il vassa, e di ascoltare con assiduità gl'insegnamenti di dottrina (Dhamma) elargiti.

Il termine upāsaka vuol dire in senso letterale 'sedersi dappresso a', e indica un aderente laico, un devoto laico, un pio buddhista, un seguace laico che ha una profonda fede nel buddhismo ma non è membro del sangha e che ha anche preso rifugio nel Buddha, nella sua dottrina e nella comunità dei suoi nobili discepoli. Scrive Sir Charles Eliot:
(Charles Eliot)
In alcuni templi Tamil dell'India meridionale vi sono iscrizioni che chiamano upāsaka gli attendenti laici dei templi, mentre in Sri Lanka sono talvolta così chiamati quegli anziani che si dedicano alla cura del tempio, alla preparazione dei riti o all'assistenza dei monaci o che comunque sono soliti recarsi con regolarità nel tempio del villaggio per partecipare alla sua vita religiosa.

## Caratteristiche del laico buddhista
Un upāsaka è un laico che, pur non necessitando di particolari qualifiche, si dedica regolarmente all'osservanza di norme di vita religiosa, e la scrupolosità con cui osserva i precetti buddhisti e in particolare il fatto che prende i tre rifugi sono l'elemento principale che lo differenzia dall'altra figura preminente di laico nel canone pāli, il gahapati. Per essere considerato un upāsaka una persona deve solo dichiarare alla presenza di un monaco, da solo o insieme alla moglie, ai figli e ai servi, di prendere rifugio nel Buddha, nel Dhamma e nel Sangha.
La condotta morale di un upāsaka include il guadagnarsi da vivere tramite mezzi idonei, dai quali sono esclusi i cinque commerci peccaminosi, ossia:
1. il commercio di armi (sattha);
2. il commercio di esseri umani (satta);
3. il commercio di carne (mamsa);
4. il commercio di alcool (majja);
5. il commercio di veleni (visa)[8].

Di un tale laico ci si aspetta quindi che:
1. prenda rifugio della Triplice gemma;
2. porga orecchio ai discorsi religiosi tenuti dai monaci nei giorni di uposatha;
3. segua i primi cinque dei dieci precetti;
4. che oltre ai cinque precetti di cui sopra si impegni anche a offrire abiti ai monaci in certe particolari occasioni, ossia quando un monaco se ne trova sprovvisto o alla festa di Ullambana, alla fine del ritiro della stagione delle piogge, il vassāvāsa;
5. che visiti i quattro luoghi di pellegrinaggio buddhista;
6. che veneri gli stūpa o monumenti sepolcrali, in particolar modo quelli che contengono reliquie del Buddha[10].

Nel Saṃyutta Nikāya si dichiara che un upāsaka debba essere virtuoso (sīla-sampanno), fedele (saddhā-sampanno), caritatevole (cāga-sampanno) e saggio (paññā-sampanno), mentre altrove le sue qualità salienti sono elencate nella fedeltà (saddho), virtuosità (sīlavā), nell'indifferenza nei confronti delle cerimonie curiose (akotuhala-maṅgaliko), nell'essere un credente non nella fortuna ma nelle opere (kammaṃ pacceti no maṅgalaṃ), nel non essere un ricercatore di persone degne di offerte al di fuori della comunità monastica buddhista e anche presso questa comunità il non voler essere il primo a prestare servigi.